# China Girl (Lied)
China Girl ist ein Lied des US-amerikanischen Rocksängers Iggy Pop, das im Mai 1977 erschien. Größere Bekanntheit erlangte das Lied in der Coverversion des britischen Koautors und Produzenten David Bowie im Jahr 1983, die als Single zum Charthit avancierte.

## Entstehung und Veröffentlichung
Geschrieben wurde das Lied gemeinsam von David Bowie und James Osterberg (Iggy Pop). Bowie zeichnete zudem, zusammen mit Nile Rodgers, für die Produktion verantwortlich.
Die Erstveröffentlichung von China Girl erfolgte am 18. März 1977 bei RCA Records, als Teil von Iggy Pops Solo-Debütalbum The Idiot (Katalognummer: APL1-2275). Am 20. Mai 1977 erschien das Lied als offizielle Singleauskopplung aus dem Album. Diese erschien unter anderem als 7″-Single mit der B-Seite Baby (Katalognummer: RCA Victor PB 9093).

## Inhalt
Paul Trynka, der Autor der David-Bowie-Biografie Starman, schreibt in seinem Buch, dass das Lied durch die Beziehung zwischen Iggy Pop und der Vietnamesin Kuelan Nguyen inspiriert gewesen sei.

## Coverversion von David Bowie
Der britische Musiker und Koautor beziehungsweise -produzent veröffentlichte im Jahr 1983 eine eigene Version zu China Girl. Diese wurde ebenfalls von ihm und Nile Rodgers produziert. Die Erstveröffentlichung dieser Version erfolgte am 14. April 1983 bei EMI Music, als Teil von Bowies 15. Studioalbum Let’s Dance (Katalognummer: 1C 064-400165). Am 5. Mai 1983 erschien es als Singleauskopplung, unter anderem als 7″-Single mit der B-Seite Shake It (Katalognummer: EMI America 18 6687 7).

### Chartplatzierungen
| ChartsChartplatzierungen       | Höchstplatzierung | Wochen/ Monate |
| ------------------------------ | ----------------- | -------------- |
| Deutschland (GfK)              | 6 (16 Wo.)        | 16 Wo.         |
| Österreich (Ö3)                | 9 (2,5 Mt.)       | 2,5 Mt.        |
| Schweiz (IFPI)                 | 8 (6 Wo.)         | 6 Wo.          |
| Vereinigte Staaten (Billboard) | 10 (18 Wo.)       | 18 Wo.         |
| Vereinigtes Königreich (OCC)   | 2 (9 Wo.)         | 9 Wo.          |

| ChartsJahrescharts (1983)      | Platzierung |
| ------------------------------ | ----------- |
| Deutschland (GfK)              | 59          |
| Vereinigte Staaten (Billboard) | 62          |

### Auszeichnungen für Musikverkäufe
| Land/Region                  | Auszeichnungen für Musikverkäufe (Land/Region, Auszeichnung, Verkäufe) | Verkäufe |
| ---------------------------- | ---------------------------------------------------------------------- | -------- |
| Kanada (MC)                  | Gold                                                                   | 50.000   |
| Neuseeland (RMNZ)            | Gold                                                                   | 15.000   |
| Vereinigtes Königreich (BPI) | Silber                                                                 | 250.000  |
| Insgesamt                    | 1× Silber · 2× Gold ·                                                  | 315.000  |

Hauptartikel: David Bowie/Auszeichnungen für Musikverkäufe